# Département de Nueva Segovia
Le département de Nueva Segovia (en espagnol : Departamento de Nueva Segovia) est un des quinze départements du Nicaragua. Il s'étend sur 3 123 km² et a une population de 267 900 hab. (estimation 2019). Sa capitale est Ocotal.

## Géographie
Situé dans la région centrale sur un plateau compris entre 1000 et 2000 mètres d'altitude, il occupe le coin nord-ouest du pays séparé du Honduras par la frontière naturelle de la cordillère de Dipilto y Jalapa, où culmine à 2108 mètres le Mogotón, point le plus élevé du Nicaragua.
Le département est aussi limitrophe :
- à l'est et au sud-est, du département de Jinotega ;
- au sud et au sud-ouest, du département de Madriz.

L'économie est basée sur la production de céréales de base (maïs, haricots), le café, le tabac, de l'élevage et le bois.

## Histoire
Nueva Segovia a été l'un des premiers établissements des conquérants espagnols.
En 1525, Gabriel de Rojas explore le territoire à la recherche de mines d'or. En 1543, Diego de Castañeda fonde la première ville de Segovia au confluent des ríos Coco et Jícaro, à l'emplacement de l'actuelle Quilalí. En 1611, est fondée la seconde Segovia (actuelle Ciudad Antigua), attaquée à plusieurs reprises par des pirates et aventuriers qui remontaient le fleuve Coco. Ce n'est qu'en 1780 que les espagnols fondent la ville d'Ocotal, l'actuelle capitale du département.
Au moment de l'indépendance (1838), Nueva Segovia faisait partie du département du Nord, l'une des quatre subdivisions du nouvel État. Le département a été créé en 1858, et comprenait alors les départements actuels d'Estelí (détaché en 1891) et de Madriz (détaché en 1936).
Après ce démembrement, le département de Nueva Segovia atteint sa taille actuelle, y compris une bande de 12 kilomètres à l'ouest parallèle à la rivière Coco, récemment annexée à la municipalité de Wiwilí dans le département de Jinotega.
Nueva Segovia constitue le principal foyer de résistance à l'occupation américaine entre 1926 et 1933.

## Municipalités
Le département est subdivisé en 12 municipalités :
- Ciudad Antigua
- Dipilto
- El Jícaro
- Jalapa
- Macuelizo
- Mozonte
- Murra
- Ocotal
- Quilalí
- San Fernando
- Santa María
- Wiwilí de Nueva Segovia